# Serafim da Silva Neto
Serafim Pereira da Silva Neto (* 6. Juni 1917 auf der Ilha do Governador; † 23. September 1960 in Rio de Janeiro) war ein brasilianischer Romanist, Lusitanist und Altphilologe.

## Leben und Werk
Silva Neto arbeitete sich als Autodidakt in die lateinische und romanische Philologie ein und begann im Alter von 19 Jahren zu publizieren. Er war Gymnasiallehrer in Niterói und Professor am Instituto Superior de Educação do Rio de Janeiro, dann 1942 Mitgründer und Romanist der Päpstlichen Katholischen Universität von Rio de Janeiro. Er wurde Assistent am Lehrstuhl für Latein der Faculdade de Filosofia bei Ernesto Faria (1906–1962, Lehrstuhlinhaber seit 1946), unterlag aber 1956 bei einer Lehrstuhlbewerbung an der Universidade do Brasil (ab 1965 Universidade Federal do Rio de Janeiro) dem 30 Jahre älteren Augusto Magne, dem er 1957 nach dessen Emeritierung nachfolgen konnte.  Die letzten beiden Lebensjahre lehrte er auch als Gastprofessor in Lissabon. Er starb im Alter von 43 Jahren.
Silva Neto war 1944 Gründungsmitglied der Academia Brasileira de Filologia und ab 1955 Gründungsherausgeber der Revista Brasileira de Filologia (mit  Eugenio Coseriu als erstem Beiträger).
Silva Neto war Ehrendoktor der Universität Lissabon (1960).

## Werke
- Capítulos de história da língua portuguesa no Brasil, Rio de Janeiro 1937
- Fontes do latim vulgar. O Appendix Probi, Rio de Janeiro 1938, 1956
- Divergência e convergência na evolução fonética, Niterói 1940
- Miscelânea filológica, Niterói 1940
- A Formação do Latim Corrente, Petrópolis 1941
- Que é Latim vulgar? Petrópolis 1941
- Manual de Gramática Histórica Portuguesa, São Paulo 1942
- Rumos Filológicos, Rio de Janeiro 1942
- Rusgas Filológicas, Rio de Janeiro 1942
- Crítica Serena, Rio de Janeiro 1943
- Pontos de Literatura, São Paulo 1945
- Diferenciação e Unificação do Português no Brasil, Rio de Janeiro 1946
- Capítulos de História da Língua Portuguesa no Brasil, Rio de Janeiro 1946
- Introdução ao Estudo da Língua Portuguesa no Brasil, Rio de Janeiro 1950
- Introdução ao Estudo da Filologia Portuguesa, São Paulo 1956
- Conceito e Método da Filologia, Rio de Janeiro 1952
- Manual de Filologia Portuguesa. História. Problemas. Métodos, Rio de Janeiro 1952, 1957
- Guia para estudos dialectológicos, Florianópolis 1955
- Ensaios de Filologia Portuguesa, São Paulo 1956
- Textos Medievais Portugueses e seus Problemas, Rio de Janeiro 1956
- História da Língua Portuguesa, Rio de Janeiro 1957, 1970 (1. Lieferung 1952)
- História do Latim Vulgar, Rio de Janeiro 1957
- A Língua Portuguesa no Brasil, Rio de Janeiro 1960
- Língua, Cultura e Civilização. Estudos de filologia portuguêsa, Rio de Janeiro 1960

### Herausgebertätigkeit
- (Hrsg.) A Santa Vida e Religiosa Conversão de Frei Pedro, Rio de Janeiro 1947
- (Hrsg.) Diálogos de São Gregório, Coimbra 1950 (kritisch)
- (Hrsg.) Bíblia Medieval Portuguesa I. História d’abreviado Testamento Velho, segundo o Meestre das Historias Scolasticas, Rio de Janeiro 1958